# Мусса Джитте
Мусса Калілу Джитте (англ. Moussa Kalilou Djitté, нар. 4 жовтня 1999, Діаттума, Сенегал) — сенегальський футболіст, нападник клубу МЛС «Остін».

## Клубна кар'єра
Мусса Джитте починав займатися футболом у Сенегалі на молодіжному рівні. Свій перший матч у дорослому футболі Джитте провів 22 липня 2018 року у Швейцарії у складі місцевого клубу Суперліги «Сьйон». Провівши у Швейцарії один сезон, влітку 2019 року Джитте перейшов до клубу французької Ліги 2 «Гренобль». Де провів два сезони.
Влітку 2021 року футболіст перебрався на американський континент, де приєднався до клубу МЛС «Остін» зі столиці Техасу.

## Збірна
У 2017 році Мусса Джитте представляв свою країну на Західноафриканському кубку націй у Гані.

## Особисте життя
Двоюрідний брат Мусса Джитте Сулейман Сіссе також професійний футболіст, виступає у французькому «Греноблі».